# عادل رامي
عادل رامي (بالفرنسية: Adil Rami)‏ (مواليد 27 ديسمبر 1985 في باستيا - فرنسا) لاعب كرة قدم فرنسي من أصول مغربية، لعب لنادي فنربخشة في الدوري التركي الممتاز منذ 2019 في مركز قلب الدفاع ويلعب حاليا لنادي تروا الفرنسي. لعب لنادي ليل الفرنسي من عام 2006، ثم لعب لنادي فالنسيا حتى 2011. وفي موسم 2013-2014 انتقل لنادي اي سي ميلان، ولعب معهم موسمين، وفي 2015 انتقل لنادي إشبيلية الإسباني.

## روابط خارجية
- عادل رامي على موقع الاتحاد الأوربي (الإنجليزية)
- عادل رامي على موقع اتحاد تركيا (لاعب) (الإنجليزية)
- عادل رامي على موقع رابطة كرة القدم الفرنسية للمحترفين (الإنجليزية)
- عادل رامي على موقع إي إس بي إن إف سي (الإنجليزية)
- عادل رامي على موقع قاعدة بيانات كرة القدم.إي يو (الإنجليزية)
- عادل رامي على موقع ليكيب (الفرنسية)
- عادل رامي على موقع ناشيونال فوتبول تيمز (الإنجليزية)
- عادل رامي على موقع Soccerbase.com (لاعب) (الإنجليزية)
- عادل رامي على موقع Soccerway.com (الإنجليزية)
- عادل رامي على موقع عالم كرة القدم.نت (الإنجليزية)